# Zac Williams
Zachary „Zac“ Williams (* 21. Juli 1995 in Auckland) ist ein ehemaliger neuseeländischer Bahnradsportler.
2013 wurde Zac Williams zweifacher neuseeländischer Junioren-Meister im Sprint sowie im Teamsprint (mit Chad Elliston und Greg Potter). Im Jahr darauf gewann er das älteste Bahnradrennen der Welt, das Austral Wheel Race im australischen Melbourne. 2015 wurde er erneut Ozeanmeister im 1000-Meter-Zeitfahren.
2016 wurde Williams als Ersatzfahrer für den Teamsprint bei den Olympischen Spielen in Rio de Janeiro nominiert, auch startete er im Straßenrennen, das er nicht beendete. Im Jahr darauf sowie 2017/18 wurde er Ozeanienmeister im 1000-Meter-Zeitfahren.

## Erfolge
2013
- Neuseeländischer Junioren-Meister – Sprint, Teamsprint (mit Chad Elliston und Greg Potter)

2015
- Ozeanienmeister – 1000-Meter-Zeitfahren

2017
- Ozeanienmeister – 1000-Meter-Zeitfahren
- Neuseeländischer Meister – 1000-Meter-Zeitfahren, Teamsprint (mit Ethan Mitchell und Sam Webster)

2017/18
- Ozeanienmeister – 1000-Meter-Zeitfahren
- Ozeanienmeisterschaft – Teamsprint (mit Bradly Knipe und Jordan Castle)

2018/19
- Ozeanienmeisterschaft – 1000-Meter-Zeitfahren

2019/20
- Ozeanienmeisterschaft – 1000-Meter-Zeitfahren